# Pressbrokat
Il pressbrokat è una tecnica di decorazione pittorica utilizzata nella realizzazione dei dipinti su tavola e delle sculture lignee policrome tra il XV ed il XVI secolo.
Tale decorazione era realizzata ad imitazione tessuto broccato o damasco, entrambi tessuti operati, utilizzati in quel periodo come ricca tappezzeria per le spoglie pareti delle abitazioni o per vestiti e mantelli dei personaggi più facoltosi del tempo.
La tecnica arriva a noi grazie alle opere lasciate dagli artisti e artigiani di area germanica, e si ritrova anche in tutte quelle aree influenzate da quella cultura, portata da alcuni artisti di chiara fama del tempo.
Le fonti storiche al quale si fanno riferimento portano al più antico testo che descrive il processo per la creazione del pressbrokat che è il Tagernseer Manuskript conservato alla Bayerischen Staatsbibliothek di Monaco di Baviera tuttavia non è da escludere che altre fonti precedenti siano all'origine del procedimento, in quanto piccole appliques ottenute con la medesima procedura per realizzare motivi zoomorfi ad imitazione di tessuti pregiati è stata riscontrata in sculture e pannelli decorati su legno di epoca romanica. 
Bisogna infatti notare che la maggior parte dei manoscritti che descrivono la preparazione di colori o delle tecniche esecutive della pittura su tutti i tipi di supporti, raccolgano una serie di procedure e ricette che provengono dal territorio di competenza del relatore (generalmente monaci abili nell'arte della miniatura) frutto dell'esperienza e della tradizione orale, anche di secoli precedenti (Ms di Lucca, Ms. Monte Athos, De arte Illuminandi, Ms. di Strasburgo, Ms. di Venezia, ecc.).

## Tecnica
Il pressbrokat veniva generalmente realizzato preparando opportunamente il supporto su cui si sarebbe applicato.
A parte si preparavano una serie di tavolette quadrate o rettangolari di legno (meglio se di pero o di altro legno dalle fibre compatte) o di metallo di medie dimensioni. 
Su un foglio di carta, veniva opportunamente riprodotto fedelmente in scala, il disegno del tessuto prendendo a modello quelli dei tessitori di stoffe che si voleva ricreare, in quel periodo infatti le manifatture Italiane di Milano, Lucca, Genova e Venezia e delle Fiandre a Bruges avevano raggiunto il culmine della perfezione tecnica nella tessitura delle stoffe sericee e della capacità artistica, della combinazione dei colori e di materiali preziosi.
Il processo di trasporto del disegno sul supporto avveniva sporcando nel verso il foglio con polvere di nerofumo o terra rossa, e ricalcando il disegno con una punta metallica (si ottiene un primordiale effetto carta copiativa).
Il disegno a questo punto veniva intagliato con sottili sgorbie (nel caso del supporto ligneo) o inciso a bulino (se si era scelto il metallo), tuttavia sono stati sperimentati bulini di differente sezione anche sul legno.
La differenza tra le due metodologie lo si può riconoscere ad esempio analizzando quante righe sono comprese prendendo in esame un centimetro  di pressbrokat; se il numero di righe rilevate sono più di 8-9 generalmente si suppone che il modello provenga da uno stampo metallico. 
A questo punto veniva applicata la lamina d'argento o di stagno sulla tavoletta o sulla matrice metallica che era stata preparata con acqua saponata, per favorire il distacco del modello.
Per far risaltare maggiormente il disegno, la lamina sovrapposta veniva ribattuta con un martello sovrapponendo al metallo un panno.   
Era quindi il momento della stesura dell'impasto di base.
La lamina così preparata veniva ricoperta da un impasto che variava secondo delle dimensioni del disegno da ricreare e dal tipo di opera che era necessario rivestire (più plastico per le superfici mosse delle sculture lignee, più rigido  per gli sfondi delle tavole).
Sono stati riscontrate sia su dipinti che sui pannelli dei flügelaltar (altari a portelle) di area germanica che sud-tirolese miscele con percentuali diverse di cere e resine naturali caricate con carbonato di calcio e colorate con pigmenti, o impasti di gesso e colla animale colorate anch'esse.       
Con un ferro caldo scaldavano in superficie l'impasto ceroso riempiendo così tutti gli interstizi del disegno, lisciandola perfettamente.
Una volta raffreddato la superficie o nel caso di uno strato preparatorio quando era asciugato, staccavano il soggetto impresso dalla tavoletta di appoggio e la incollavano sulla tavola o la sagomavano sulla scultura, ricostruendo pian piano il disegno del tessuto assemblando le diverse parti del tessuto precedentemente stampate.
Per ricreare lo sfondo brillante di alcune stoffe, magari realizzate anche con filo dorato, lo sfondo argentato o con la lamina di stagno veniva ricoperta da una mecca, che ricreava con le dovute trasparenze l'effetto della preziosa e più costosa lamina aurea.
I ricettari medievali sono pieni di ricette per falsificare l'effetto che forniscono le preziose lamine metalliche (come per l'italiano argento meccato o nel tedesco Zwischgold) o costosissimi pigmenti che  nei contratti degli esecutori erano centellinati e valutati per singola campitura di applicazione.
A questo punto passavano una miscela di lacche o di resine generalmente rosse, blu e verdi lasciando che le zone impresse si riempissero del fluido colorato.
Una volta asciutto l'effetto che si otteneva era simile a quello dei tessuti più preziosi che arrivavano dalle più famose botteghe di tessuti del tempo, dando l'impressione che i tendaggi sullo sfondo delle tavole, gli sfarzosi vestiti e le ricche armature dei San Giorgio di turno fornissero la stessa luminosità dei tessuti o delle armature ritratte.
Nelle botteghe altoatesine che operavano tra la fine del Quattrocento e la prima metà del Cinquecento era possibile notare differenti disegni e preparazioni anche nello stesso altare a portelle e nelle sculture lignee intagliate che ne componevano l'insieme: si veda l'altare  di Remanzacco da cui parte lo studio e l'approfondimento in ambito italiano di questa tecnica esecutiva, quello di Fiera di Primiero  attribuito a Narciso da Bolzano, quello della chiesa gotica della parrocchiale di Gries del più conosciuto Michael Pacher, sino al recentemente riscoperto flügelaltar della chiesa di San Vittore, conservato a Palazzo Scopoli di Tonadico  eseguito nella Bottega di Ruprecht Potsch recentemente studiato dagli incaricati della soprintendenza ai beni storico artistici di Trento, da cui si presume che le maestranze delle diverse botteghe si prestassero gli stampi per la realizzazione del disegno, anche tra di loro.